# Marcos Aurélio Fernandes da Silva
Marcos Aurélio Fernandes da Silva (født 23. september 1977) er en tidligere brasiliansk fodboldspiller.